# 宋志民
宋志民（1936年9月—），男，天津蓟县人，中华人民共和国政治人物，曾任内蒙古自治区人民政府副主席，内蒙古自治区人大常委会副主任，第九届全国人大代表。